# AS Aixoise
AS Aixoise – francuski klub piłkarski, grający obecnie w Division d'Honneur, mający siedzibę w mieście Aix-en-Provence. 

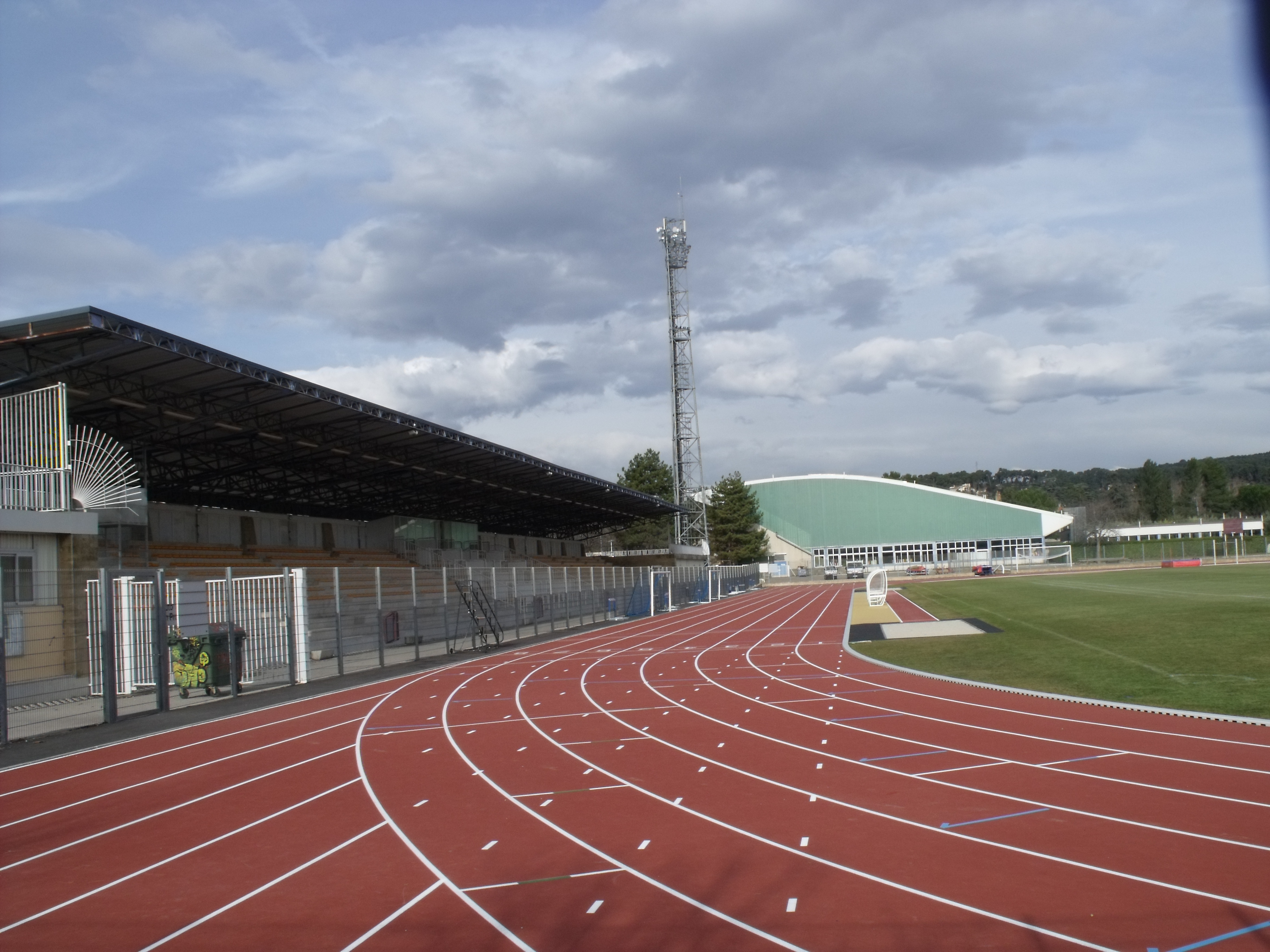
Stade Georges-Carcassonne

## Historia
Klub założony w 1941 i powstał w wyniku fuzji drużyn FC Aix-en-Provence i US Aix-en-Provence. Nowo powstały klub przyjął nazwę AS Aixoise. Między 1945 a 1953 zespół rywalizuje w regionalnych rozgrywkach Division d'Honneur (ówczesna IV liga).

### Lata zawodowe (1953-1972)
W 1953 ASA uzyskał status zawodowym i zakwalifikował się do Division 2. Od 1953 do 1964 klub okupuje dolne rejony tabeli. Sezon 1966/1967 drużyna kończy na 4. miejscu i po barażach awansuje do Première division.
W sezonie 1967/1968 zespół zajął ostatnie miejsce z 20 punktami na 38 rozegranych meczów (6 zwycięstw, 8 remisów i 24 porażki). Ekipa z Aix powraca więc do Division 2. W tym samym sezonie drużyna dociera do 1/8 finału Pucharu Francji, gdzie zostaje wyeliminowana przez AS Monaco 1-0.

### Powrót do statutu amatorskiego
Po sezonie 1971/1972 zespół zostaje zdegradowany do Division 3 i traci statut zawodowy. W latach 1972–1991 klub balansuje między III a IV ligą. W następstwie problemów finansowych następuje likwidacja klubu pod koniec sezonu 1991/1992. Drużyna zaczyna swoje starty od najniższej ligi. Po 13 sezonach ekipa awansuje do Division d'Honneur Régionale (VII liga), a w 2005 uzyskuje promocję do Division d'Honneur (VI liga), w której gra do dziś.

## Sukcesy
- Awans do Première division: 1966/1967
- 1/8 finału Pucharu Francji: 1967/1968
- Mistrzostwo Division d'Honneur (2 razy): 1944, 1945
- Mistrzostwo Division d'Honneur régionale: 2005
- Zdobywca Pucharu Prowansji (6 razy): 1947, 1953, 1975, 1977, 1988, 1994